# Sid Selvidge
Sid Selvidge (* 21. Juli 1943 in Greenville, Mississippi; † 2. Mai 2013 in Memphis, Tennessee) war ein US-amerikanischer Blues-Sänger.

## Leben und Wirken
Bereits als Jugendlicher besaß Sid Selvidge eine Gitarre und musizierte gelegentlich mit seinen Freunden. Zunächst arbeitete er jedoch als DJ in dem Kleinstadt Radiosender namens WDDT in seinem Heimatort Greenville, Mississippi. Nachdem er durch einen Wettbewerb des Radiosenders WDDT als DJ fest eingestellt worden war, arbeitete er jedes Wochenende und spielte Rock ’n’ Roll und Jazz statt der Standardmusik zu der Zeit um das jüngere Publikum anzusprechen. Dadurch wurde er in seiner High School sehr bekannt. Dort stellte Selvidge fest, dass er ebenfalls eine gute Singstimme besitzt.
In den 1960ern zog Selvidges Familie nach Memphis, wo er anfing zu begreifen wie stark Blues, Jazz, Rock, Rock ’n’ Roll und Soul durch die afroamerikanische Gesellschaft geformt wurde. In Memphis arbeitete er bei der Radiostation KWAM. Die Arbeit bei KWAM hätte ein großer Wendepunkt in seinem Leben werden können, jedoch lehnte er das Jobangebot ab in Clearwater, Florida zu arbeiten, da er in Memphis bleiben wollte.
Selvidge studierte an der Southwestern College (heute das Rhodes College). Dort freundete er sich mit dem Blues-Sänger Furry Lewis an, der ihn zum Blues brachte. Dadurch führte Selvidge ein Doppelleben. Durch das College strebte er eine Karriere als Professor an, jedoch steigerte sich auch sein Interesse an der Musik und er sang als Balladensänger. Während er seinen Abschluss in Anthropologie an der Washington University in St. Louis machte, heiratete er seine Frau Shirley.
1969 wurde Selvidges Debütalbum Portrait von Enterprise, ein Nebenzweig des legendären Musiklabels in Memphis Stax Records veröffentlicht. Danach arbeitete er fünf Jahre lang in Memphis als Professor der Anthropologie. Nachdem er einen Vertrag mit Elektra Records unterschrieb, widmete sich Selvidge vollkommen der Musik.
Der Durchbruch gelang Selvidge in den 1970ern mit seinem zweiten Album The Cold of the Morning und machte ihn zu einem der angesehensten Volkskünstler der Stadt. Er zog nach Greenwich Village, New York. Selvidge fürchtete sich dort vor dem Erfolg auf kommerziellem Level, wie es mit vielen anderen Musikern geschah. Nach seinem Album Waiting for a Train kümmerte er sich um ein Nebenprojekt mit der Band Mudboy & The Neutrons.
Nachdem 1993 sein Album Twice Told Tales veröffentlicht worden war, trat Selvidge mit seinem 19-jährigen Sohn Steve auf, der Gitarrist der bekannten New Yorker Band The Hold Steady war. 1996 arbeitete er erneut für einen Radiosender, wo Live-Aufnahmen von Blues-Künstlern aus Memphis und Umland gesendet wurden. 16 Jahre lang tourte Selvidge und arbeitete gelegentlich für die Radioshow. Außerdem nahm Selvidge drei weitere Alben bei Archer Records auf.
2010 bekam Selvidge die Diagnose Krebs, während er mit der Singer-Songwriterin Amy Speace auf Tour war, um für das gemeinsame Album I Should Be Blue zu werben. Nachdem der Krebs behandelt worden war, kehrte er zur Tour zurück. Am 2. Mai 2013 starb Selvidge nach zweijährigem Kampf an Krebs.

## Diskografie
- 1969: Portrait
- 1976: The Cold of The Morning
- 1982: Waiting for a Train
- 1993: Twice Told Tales
- 2003: A Little Bit of Rain
- 2005: Live At Otherlands
- 2010: I Should Be Blue